# Poslovna etika
Kot oznako za filozofsko disciplino je pojem »Etika« uvedel Aristotel, ki je hotel iz znanstvenega vidika proučiti navade, običaje in tradicije. 
Tudi pri Sokratu je bila postavljena etika v sredino filozofskega razmišljanja.
Poslovna etika govori o tem, kako naj ljudje v poslovnem svetu ravnajo, kadar se znajdejo na razpotju med različnimi vrednotami. To velja za etiko nasploh, pa tudi za poslovno etiko in etiko poslovnega komuniciranja.
Morala poslovneža je nabor normativnih pravil za odločanje kot so kodeks, standardi, ki narekujejo, kako naj ukrepa, kadar gre za koristi, pravice in dolžnosti do samega sebe, zaposlenih v organizaciji kot tudi do okolja v katerem organizacija deluje. Etika in morala poslovneža sta tesno vezani na organizacijo.
Poslovna etika govori o tem, kako naj ljudje v poslovnem svetu ravnajo, kadar se znajdejo na razpotju med različnimi vrednotami. To velja za etiko nasploh, pa tudi za poslovno etiko in etiko poslovnega komuniciranja.
Vlaganje v družbeno odgovorne podjetniške prakse ne prispeva le k izboljšanju delovanja podjetja, ampak tudi širše družbe.

## Poslovna etika danes
V poslovni etiki razvitega sveta naj bi prevladovale kvalitativne vrednote in cilji poslovanja, ki se kažejo v skrbi za zaposlene, kupce, konkurenco in okolje. Pozitivni poslovni izsledki, preživetje in obstoj pa naj ne bi bili več na prvem mestu. Med najpomembnejše lastnosti korektnega poslovneža po kodeksu sodi strokovnost, obveščenost, zaupnost, poštenost, resničnost in prizadevnost.
Poslovna etika tudi danes nikakor ne bo naredila nekoga etičnega, če sam takšen noče postati.
Poslovneži in menedžerji so lahko tisti posamezniki, ki so sposobni in pripravljeni se učiti, izobraževati in izpopolnjevati, da bi se na ustvarjalni, strokovni in moralno-etični način lahko lotili problemov, s katerimi se srečujejo v življenju oz. podjetju.
Poslovna etika ima danes velik pomen pri modernih podjetjih, saj lahko le s pomočjo nje še dodatno zvišajo svoj ugled in konkurenčnost na globalnem trgu. Moderna podjetja morajo tako gledati na lastne potrebe in cilje, na potrebe družbe in seveda potrebe lastnih delavcev, ki pomagajo pri razvoju in konkurenčnosti, če je vse tako urejeno, kot predvideva etika poslovanja.

## Najpogostejše utemeljitve, zakaj management odloča neetično in ravna nemoralno
1. Interesi podjetja se lahko postavijo pred etiko, ki jo je prej izvajalo oz. jo je želelo. Cilj hitrega zaslužka / velike koristi hitro povečuje neetična sredstva. Pogosto gre tudi za kratkoročne interese, stališče pa je v nasprotju z dolgoročnimi interesi vodstva, podjetja in lastnikov
2. Neetično delovanje bo ostalo prikrito, saj se ne želi, da pridejo »takšne« informacije v javnost / do lastnika
3. Neetično ravnaje ni izrecno v nasprotju s črko zakona in torej ni prepovedano.
4. Manager, ki neetično ravna zaradi domnevnih interesov podjetja, naj bi bil ob morebitnem odkritju deležen zaščite v podjetju, a podjetje bo takrat prednostno varovalo svoje interese, kot pa interese posameznika.

## Družbeno odgovorno podjetništvo
Družbeno odgovorno podjetništvo pomeni, da zadovoljuje potrošnikove potrebe ob sočasni skrbi za zaposlene, dobavitelje in skupnost. Veliko podjetij posebej skrbi za svoje zaposlene, se povezuje s skupnostjo, kjer delujejo, ali pa so dejavna na področju varovanja okolja, saj vedo, da to koristi vsem udeleženim. Družbeno odgovorno podjetništvo, kot izraz za skupek aktivnosti za zagotavljanje ekonomske uspešnosti podjetja z vključitvijo družbenih in okoljskih dejavnikov v poslovne aktivnosti, se na Slovenskem pričenja uveljavljati.
Če podjetje želi obdržati svojo družbeno vlogo in moč, se mora odzvati na družbene potrebe oz. spremembe ter družbi ponuditi, kar zahteva.